# Алайя Ф
Алайя Ф (настоящее имя Аалия Фурнитуравала; род. 28 ноября 1997, Лос-Анджелес, Калифорния) — американская и индийская актриса

 и фотомодель, которая снимается в фильмах на хинди.

## Биография
Аалия Фурнитуравала родилась 28 ноября 1997 года в городе Лос-Анджелесе в актёрской семье Беди, дочь актрисы Пуджи Беди и бизнесмена Фархана Эбрахима Фурнитурвала. 

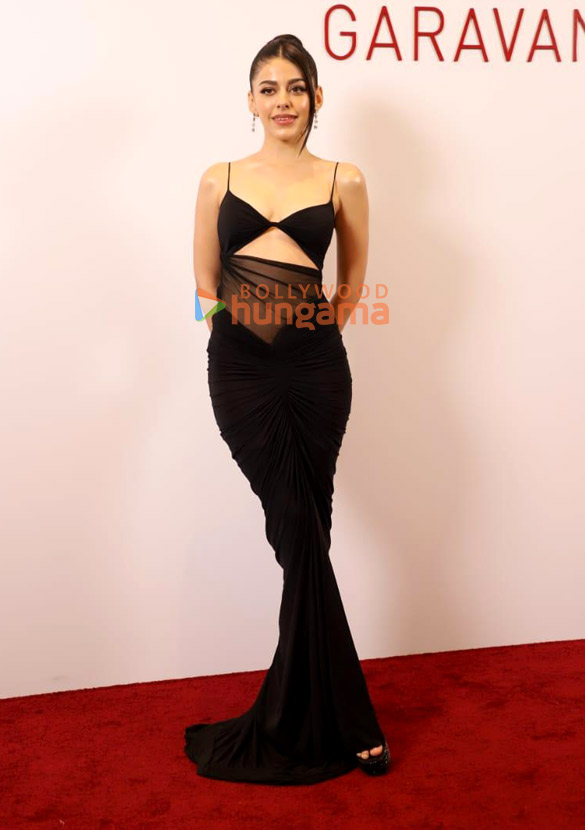
Алайя Ф в Мумбаи в 2024 году

Мать Аалии жила в Соединённых Штатах с семьёй ещё до рождения девочки. Она имеет парсийские и гуджаратские корни по отцовской линии и пенджабские, харьяновские, британские и бенгальские по материнской. Она внучка актёра Кабира Беди и танцовщицы Протимы Беди.
Она училась в школе Jamnabai Narsee в Мумбаи, затем в Нью-Йоркском университете и получила диплом в Киноакадемии Нью-Йорка, после чего сменила имя на Алайя Ф. Кроме того она серьёзно подошла к изучению катхака — танцевального стиля индийского классического танца.
Алайя Ф дебютировала в кино в 2020 году в комедийном фильме «Джавани Джанимен», за который она получила премию Filmfare Award за лучшую дебютную женскую роль. С тех пор она снялась в триллере «Фредди» (2022), биографическом фильме «Srikanth» (2024) и других фильмах.
Алайя Ф — довольно востребованная супермодель, рекламирующая несколько брендов и продуктов. Она стала лицом кампании Nykaa «A Million Nakhras» в 2022 году. Алайя заняла 42-е место в списке 50 самых желанных женщин 2020 года по версии Times. В 2023 году Алайя была включена в список «30 азиатов моложе 30 лет» по версии Eastern Eye.